# 皮埃尔维尔 (默尔特-摩泽尔省)
皮埃尔维尔（法語：Pierreville，發音：[pjɛʁvil] ⓘ）是法国默尔特-摩泽尔省的一个市镇，位于该省南部，属于南锡区。

## 地理
皮埃尔维尔（48°32'56"N, 6°7'19"E）面积2.87 平方千米，位于法国大東部大區默尔特-摩泽尔省，该省份为法国东北部内陆省份，是洛林的一部分，北邻比利时、卢森堡，北起顺时针与摩泽尔省、下莱茵省、孚日省和默兹省接壤。
与皮埃尔维尔接壤的市镇（或旧市镇、城区）包括：欧特雷、弗罗卢瓦、乌代尔蒙、皮利尼、克瑟耶。
皮埃尔维尔的时区为UTC+01:00、UTC+02:00（夏令时）。

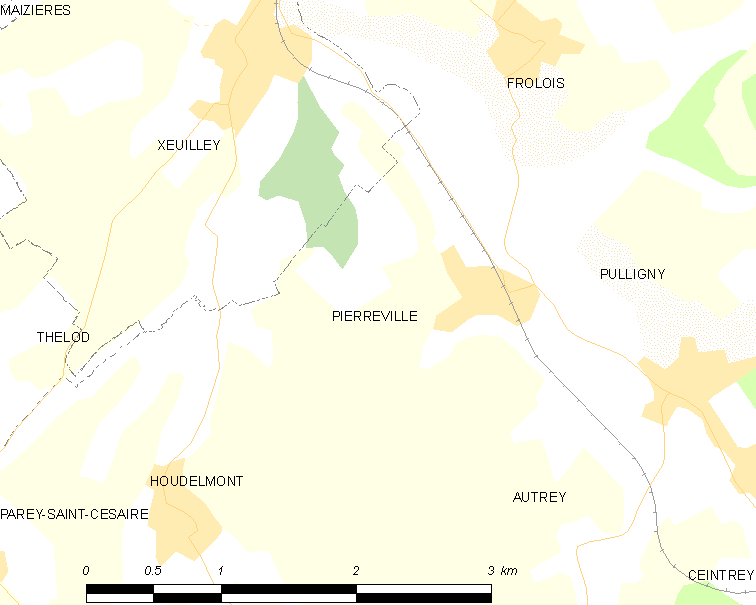
皮埃尔维尔的OSM定位图

## 行政
皮埃尔维尔的邮政编码为54160，INSEE市镇编码为54429。

## 政治
皮埃尔维尔所属的省级选区为梅讷欧桑图瓦县。

## 人口

1962-2008年间皮埃尔维尔人口变化图示

皮埃尔维尔于2022年1月1日时的人口数量为298人。